# 茨偉呂奇嫩站
茨偉呂奇嫩站（德語：  Bahnhof Zweilütschinen）是瑞士伯尔尼州金德利施万德，屬於伯恩高地铁路的火車站，有开往因特拉肯东站、格林德瓦和劳特布伦嫩的列车。它的名字来源于茨韦吕奇嫩 (Zweilütschinen ) 村庄，村莊乃因附近吕奇讷河的白支流與黑支流汇合而得名。  
伯恩高地铁路的車庫與機廠位在本站旁。該铁路的路線在本站南側分叉，分别沿著黑吕奇讷河前往格林德瓦、白吕奇讷河前往劳特布伦嫩。 

## 服务
2020年12月改點如下：
- 區域列車 ：因特拉肯東站至劳特布伦嫩或格林德瓦之间每半小时一班；列車在因特拉肯东站與本站之間併結行駛，於本站分離。